# Hylomys parvus
Il gimnuro nano (Hylomys parvus Robinson & Kloss, 1916) è un mammifero erinaceomorfo della famiglia dei Erinaceidi, endemico dell'Indonesia.

## Distribuzione e habitat
La specie è endemica delle pendici del Monte Kerinci e delle montagne circostanti, nei monti Barisan, nell'isola di Sumatra,in Indonesia.
Vive nelle foreste montane di alta quota che si trovano tra i 2.000 e i 3.000 m.

## Conservazione
Il gimnuro nano abita in un territorio molto piccolo ed è classificato, dalla IUCN, fra le specie vulnerabili.